# 红壳赤竹
红壳赤竹（学名：Sasa rubrovaginata）为禾本科赤竹属下的一个种。

## 扩展阅读
- 維基物種上的相關：红壳赤竹